# 김종경 (축구인)
김종경(한국 한자: 金種慶, 1982년 5월 9일 ~ )은 대한민국의 전 축구 선수이며, 포지션은 수비수였다.